# یان کوک
یان کوک (هلندی: Jan Kok; ۹ ژوئیهٔ ۱۸۸۹ – ۲ دسامبر ۱۹۵۸) بازیکن فوتبال اهل هلند بود.